# Tarazona y el Moncayo
Tarazona y el Moncayo ist eine Comarca (Verwaltungseinheit) der Autonomen Region Aragonien in Spanien. Die Comarca trägt den Namen der Stadt Tarazona und des Berges Moncayo und hat auf einer Fläche von 452,21 km² 13.889 Einwohner (Stand 1. Januar 2022). Ihre Hauptstadt ist Tarazona, die größte Stadt unter den 16 Gemeinden der Comarca mit rund 70 % ihrer Einwohner. Die Comarca gehört in ihrer Gesamtheit zur bevölkerungsarmen Serranía Celtibérica.
Die Comarca wurde durch Gesetz der Autonomen Gemeinschaft Aragonien vom 2. Juli 2001 gebildet, welches auch die grundlegenden Bestimmungen zu ihrer Verfassung enthält.

## Lage
Die Comarca liegt im äußersten Nordwesten der Provinz Saragossa und grenzt im Westen an die Provinzen La Rioja und Soria (Comarca Campo de Gomara), im Norden an Navarra (Comarca Tudela), im Osten an die aragonesische Comarca Campo de Borja und im Süden an die Comarca Aranda. 

## Gemeinden
| Gemeinde                           | Einwohner (2024) | Fläche km² | Dichte Einw./km² | Cod INE | Postleitzahl |
| ---------------------------------- | ---------------- | ---------- | ---------------- | ------- | ------------ |
| Alcalá de Moncayo                  | 153              | 13,76      | 11               | 50014   | 50591        |
| Añón de Moncayo                    | 216              | 64,19      | 3                | 50030   | 50590        |
| El Buste                           | 59               | 7,61       | 8                | 50063   | 50548        |
| Los Fayos                          | 133              | 3,88       | 34               | 50106   | 50513        |
| Grisel                             | 96               | 14,51      | 7                | 50122   | 50513        |
| Litago                             | 192              | 15,30      | 13               | 50140   | 50582        |
| Lituénigo                          | 124              | 11,38      | 11               | 50141   | 50581        |
| Malón                              | 442              | 5,66       | 78               | 50157   | 50511        |
| Novallas                           | 859              | 11,40      | 75               | 50190   | 50510        |
| San Martín de la Virgen de Moncayo | 274              | 5,42       | 51               | 50234   | 50584        |
| Santa Cruz de Moncayo              | 124              | 3,97       | 31               | 50237   | 50513        |
| Tarazona                           | 10.803           | 244,01     | 44               | 50251   | 50500        |
| Torrellas                          | 231              | 2,53       | 91               | 50261   | 50512        |
| Trasmoz                            | 83               | 18,26      | 5                | 50265   | 50583        |
| Vera de Moncayo                    | 315              | 27,66      | 11               | 50280   | 50580        |
| Vierlas                            | 90               | 2,67       | 34               | 50281   | 50513        |
| Comarca Tarazona y el Moncayo      | 14.194           | 452,21     | 31               | –       | –            |

## Sehenswürdigkeiten
Bedeutendstes Kulturerbe der Comarca ist die Altstadt von Tarazona mit Kathedrale, Bischofspalast und Rathaus. Daneben ist das ehemalige Zisterzienser-Kloster Veruela von Bedeutung. Einige Orte (z. B. Trasmoz oder Torrellas) werden von mittelalterlichen Burgruinen (castillos) oder von Mudéjar-Kirchtürmen überragt.
Das bedeutendste Naturerbe der Comarca ist der ca. 2315 m hohe Moncayo, der höchste Gipfel des Iberischen Gebirges. Sein Umland, ein Naturschutzgebiet mit großer Artenvielfalt und endemischen Spezies, ist ein beliebtes Ziel für Wandertouristen und Naturliebhaber. 
Die Dichter und Schriftsteller Gustavo Adolfo Bécquer und Valeriano Bécquer nutzten das Kloster Veruela und den Berg Moncayo oft als Inspirationsquelle für ihre Werke.

## Nachweise
1. ↑  Instituto Nacional de Estadística Municipal Register of Spain
2. ↑  Gesetz 14/2001, vom 2. Juli, über die Bildung der Comarca Tarzona y el Moncayo, Boletín Oficial del Estado vom 8. August 2001, S. 29394.